# Liste der österreichischen Botschafter in Indonesien
Diese Liste umfasst die Leiter der österreichischen Auslandsvertretung in Indonesiens Hauptstadt Jakarta.
- Bis zur Eröffnung der österreichischen Botschaft in Manila waren die Botschafter mit Amtssitz in Jakarta regelmäßig auch bei der Regierung der Philippinen akkreditiert.
- Bis 1975 war der Botschafter mit Amtssitz in Jakarta auch bei der Regierung in Phnom Penh,  schließlich von der Republik Khmer, akkreditiert.
- Ab 1999 ist der Botschafter mit Amtssitz in Jakarta auch bei der Regierung von Singapur akkreditiert.
- Ab 2002 ist der Botschafter mit Amtssitz in Jakarta auch bei der Regierung von Osttimor akkreditiert.

| Ernannt / Akkreditiert | Name                     | ernannt während der Regierung von | akkreditiert während der Regierung von | Posten verlassen |
| ---------------------- | ------------------------ | --------------------------------- | -------------------------------------- | ---------------- |
| 1964                   | Friedrich von Hohenbühel | Josef Klaus                       | Sukarno                                | 1968             |
| 1968                   | Gerhard Gmoser           | Josef Klaus                       | Suharto                                | 1974             |
| 1976                   | Erich M. Schmid          | Bruno Kreisky                     | Suharto                                | 1978             |
| 1979                   | Edgar Selzer             | Bruno Kreisky                     | Suharto                                |                  |
| 22. Okt. 1984          | Ernst Illsinger          | Fred Sinowatz                     | Suharto                                | 1988             |
| 1991                   | Herbert Kröll            | Franz Vranitzky                   | Suharto                                |                  |
| 1996                   | Hans Demel               | Franz Vranitzky                   | Suharto                                |                  |
| 1997                   | Viktor Segalla           | Viktor Klima                      | Suharto                                | 1999             |
| 2001                   | Bernhard Zimburg         | Wolfgang Schüssel                 |                                        | 2006             |
| 2007                   | Klaus Wölfer             | Alfred Gusenbauer                 | Susilo Bambang Yudhoyono               | 2011             |
| 2012                   | Andreas Karabaczek       | Werner Faymann                    | Susilo Bambang Yudhoyono               | 2016             |
| 2016                   | Helene Steinhäusl        |                                   | Joko Widodo                            | 2020             |
| 2020                   | Johannes Peterlik        | Sebastian Kurz                    | Joko Widodo                            | 2021             |
| 2021 vorgeschlagen     | Thomas Loidl             |                                   |                                        |                  |